# ريتشارد لايت
ريتشارد لايت (بالإسبانية: Richard Leite)‏ (16 سبتمبر 1983 بلوكي في باراغواي - ) هو مدرب كرة قدم ولاعب كرة قدم باراغواياني في مركز الوسط. لعب مع Independiente F.B.C. ‏.

## وصلات خارجية
- ريتشارد لايت على موقع قاعدة بيانات كرة القدم.إي يو (الإنجليزية)